# Véria (França)
Véria é uma comuna francesa na região administrativa de Borgonha-Franco-Condado, no departamento de Jura. Estende-se por uma área de 10,09 km². Em 2010 a comuna tinha 121 habitantes (densidade: 12 hab./km²).